# 大田清掃工場

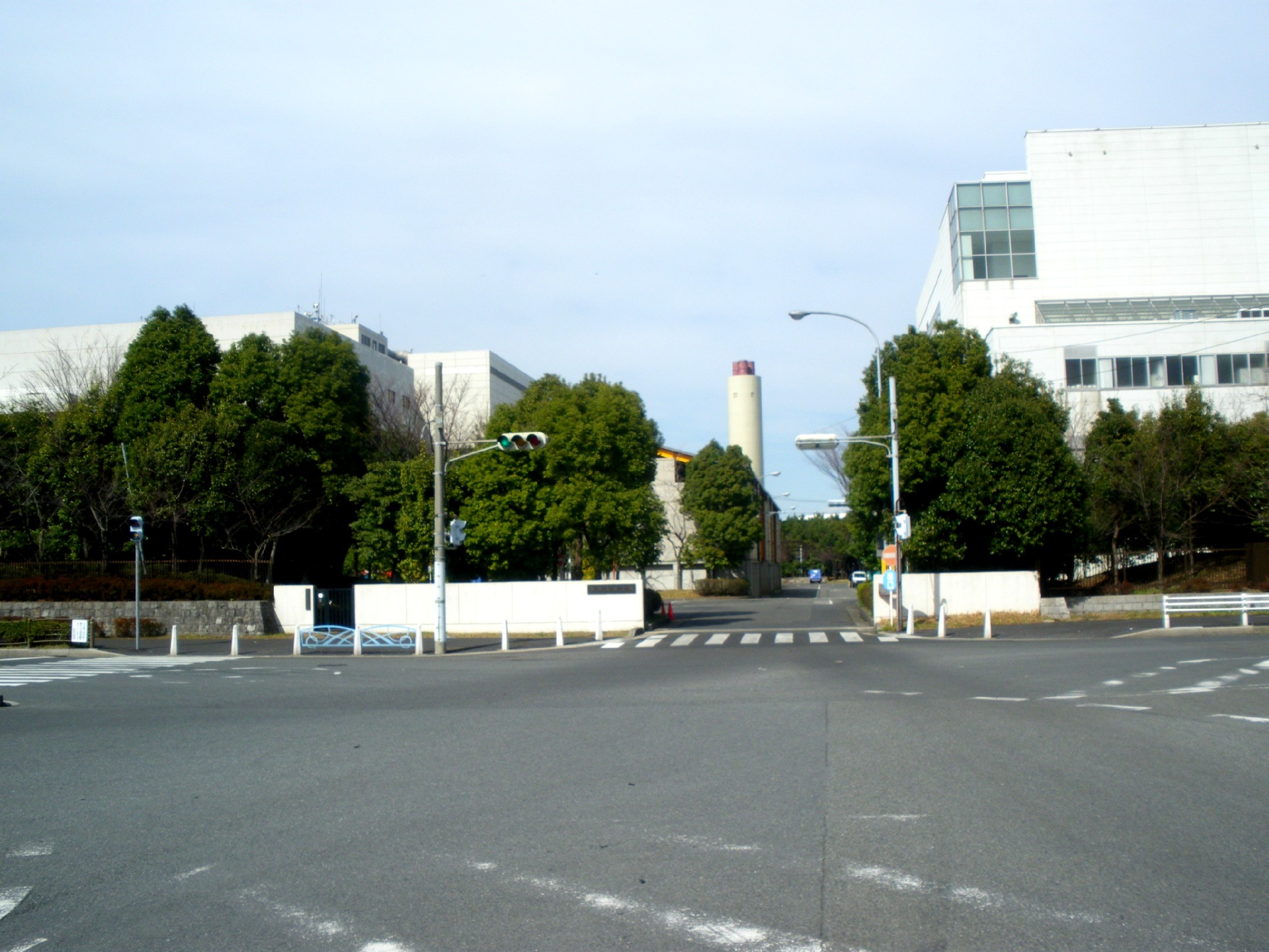
大田清掃工場

大田清掃工場（おおたせいそうこうじょう）は、東京都大田区京浜島3-6-1にある東京二十三区清掃一部事務組合の清掃工場である。

## 概要
埋立地である京浜島に旧工場が1990年（平成2年）に完成。現在の新工場は2010年に着工し、2014年（平成26年）に竣工した。600トン/日の焼却能力を持つ。旧工場（第一工場）は2014年に稼働停止した。

## 沿革
- 2019年（令和元年） ‐ ごみの安定的な処理体制を確保するため旧工場の再稼働事業に着手。
- 2021年（令和3年） - 旧工場3号炉が再稼働した。
- 2022年11月 - 1号炉、2号炉が修繕完了。